# Jetty Paerl

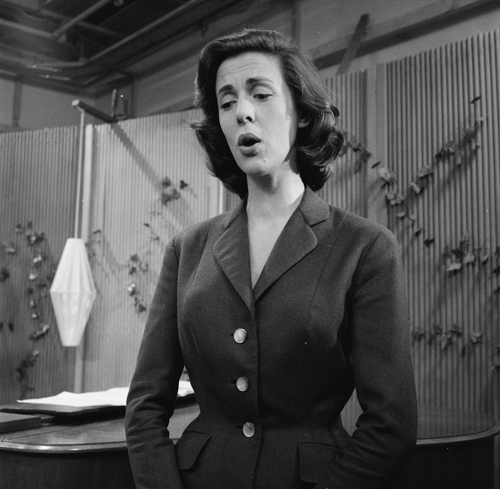
Paerl năm 1956

Jetty Paerl là một ca sĩ người Hà Lan. Cô nổi tiếng nhất trong những năm 1950 và 1960. Paerl sinh ngày 27 tháng 5 năm 1921 tại Amsterdam, Hà Lan. Cô đã kết hôn với nghệ sĩ người Hà Lan Cees Bantzinger. Paerl qua đời ở Amstelveen vào ngày 22 tháng 8 năm 2013 vì nguyên nhân tự nhiên, ở tuổi 92.